# Niklas Kohrt

Niklas Kohrt (2010)

Niklas Kohrt (* 21. März 1980 in Luckenwalde) ist ein deutscher Schauspieler und Synchronsprecher.

## Leben
Niklas Kohrt verbrachte seine Kindheit und Jugend in Berlin. Im Jahr 1999 legte er sein Abitur an der Karl-Schiller-Oberschule ab und begann dann seinen einjährigen Zivildienst in einem Krankenhaus.
Sein Onkel war der Journalist Wolfgang Kohrt. Der Schauspieler Alexander Fehling ist sein Cousin.
Im Oktober 2000 begann er zunächst an der Humboldt-Universität zu Berlin Kultur-, Politik- und Theaterwissenschaft zu studieren. Nach zwei Jahren brach er sein Studium ab, um an der renommierten Hochschule für Schauspielkunst „Ernst Busch“ Berlin zu studieren. Noch während seines Schauspielstudiums (2002–2006) wurde er 2004 für die Rolle des Keith in Lars Noréns Stück Kälte engagiert, welches am Deutschen Theater in Berlin aufgeführt wurde. Seit der Spielzeit 2005/2006 war Niklas Kohrt festes Ensemblemitglied am Deutschen Theater und hat fortan bei mehreren Stücken mitgewirkt. Im Kino spielte er in einigen Filmen mit (z. B. Muxmäuschenstill, Knallhart, Das Blaue vom Himmel).
Im Jahr 2008 erhielt er für seine Leistung in Gerhart Hauptmanns Die Ratten den Alfred-Kerr-Darstellerpreis des Berliner Theatertreffens für die Darstellung des Bruno Mechelke. Wenig später wurde er für die gleiche Rolle von der Jury der Zeitschrift Theater heute zum besten Nachwuchsschauspieler gewählt.
2009 bis 2011 war Niklas Kohrt festes Ensemblemitglied am Schauspielhaus Zürich. Als Gastschauspieler wirkte er weiterhin bei einzelnen Inszenierungen am Deutschen Theater in Berlin mit.
Zu Beginn der Spielzeit 2013/2014 wechselte er an das Schauspiel Köln und spielte dort bis 2018. Seit 2018 hatte er mehrere Gastauftritte am Berliner Ensemble und Theater am Kurfürstendamm. Seit 2018 arbeitet Niklas Kohrt als freiberuflicher Schauspieler. Er war im Fernsehen im Tatort, bei Letzte Spur Berlin, Der Staatsanwalt und SOKO Leipzig, sowie in den Vorabendserien In aller Freundschaft – Die jungen Ärzte, SOKO Köln, SOKO Wismar zu sehen. 2021 wurde bekannt gegeben, dass er in dem Film Spencer in die Rolle des Prince Andrew zu sehen sein wird. Im gleichen Jahr drehte er in Bielefeld für den Film Mühlen im Wind, in dem er eine Hauptrolle spielt.

## Theater

### Deutsches Theater Berlin
- 2004: Kälte (Lars Norén / Regie: Robert Schuster / Rolle: Keith)
- 2005: Die Verwirrungen des Zöglings Törleß (Robert Musil / Regie: Dušan David Pařízek / Rolle: Reiting)
- 2005: Tartuffe (Molière / Regie: Robert Schuster / Rolle: Damis)
- 2006: Auf der Greifswalder Straße (Roland Schimmelpfennig / Regie: Jürgen Gosch / Rolle: Fritz)
- 2006: Schlaf (Jon Fosse / Regie: Michael Thalheimer / Rolle: erster junger Mann)
- 2007: Das Reich der Tiere (Roland Schimmelpfennig / Regie: Jürgen Gosch / Rolle: Chris)
- 2007: Ein Sommernachtstraum (William Shakespeare / Regie: Jürgen Gosch / Rolle: Lysander)
- 2007: Die Ratten (Gerhart Hauptmann / Regie: Michael Thalheimer / Rolle: Bruno Mechelke)
- 2007: Triumph der Liebe (Pierre Carlet de Marivaux / Regie: Barbara Frey / Rolle: Gärtner)
- 2008: Roberto Zucco (Bernard-Marie Koltès / Regie: Jakob Fedler / Rolle: Zucco)
- 2008: Was ihr wollt (William Shakespeare / Regie: Michael Thalheimer / Rolle: Sir Andrew Bleichenwang)
- 2008: My Own Private Germany (Regie: Robert Borgmann / Rolle: Christian)
- 2009: True West (Sam Shepard / Regie: Sabine Auf der Heyde / Rolle: Austin)
- 2009: Idomeneus (Roland Schimmelpfennig / Regie: Jürgen Gosch)

### Schauspielhaus Zürich
- 2009: Martin Salander (Thomas Jonigk nach dem Roman von Gottfried Keller / Regie: Stefan Bachmann / Rolle: Arnold)
- 2009: Triumph der Liebe (Pierre Carlet de Marivaux / Regie: Barbara Frey / Rolle: Gärtner)
- 2009: Der Revisor (Nikolaj Gogol / Regie: Sebastian Nübling / Rolle: Polizist)
- 2010: Der Hofmeister (Jakob Michael Reinhold Lenz / Regie: Frank Castorf / Rolle: Läuffer)
- 2010: Die Schwärmer (Robert Musil / Regie: Robert Borgmann / Rolle: Thomas)
- 2010: Viel Lärm um nichts (Karin Henkel und Roland Koberg nach dem Werk von William Shakespeare / Regie: Karin Henkel / Rolle: Claudio)
- 2010: Dornröschen oder Das Märchen vom Erwachen (Katharina Schlender nach dem Werk der Brüder Grimm / Regie: Philippe Besson / Rollen: Prinz Eugen von Drahn, Froschkerl)
- 2011: Die schwarze Spinne. Pilatus’ Traum (nach den Werken von Jeremias Gotthelf und Michail Bulgakow / Regie: Frank Castorf / Rollen: Levi Matthäus, Amerikaner, Monddichter)
- 2011: Platonow (Anton Tschechow / Regie: Barbara Frey / Rolle: Kirill Porfirjewitsch Glagoljew)
- 2012: Genesis / Die Bibel Teil 1 (Regie: Stefan Bachmann / Rolle: Abraham/Ruben)

### Volksbühne am Rosa-Luxemburg-Platz
- 2012: Der Sandmann (Schauermärchen nach E. T. A. Hoffmann und Oskar Panizza / Regie: Sebastian Klink / Rolle: Lothar)

### Schauspiel Köln
- 2013: Genesis / Die Bibel Teil 1 (Regie: Stefan Bachmann / Rolle: Abraham/Ruben)
- 2013: Der Streik (Ayn Rand / Regie: Stefan Bachmann / Rolle: James Taggart)
- 2014: Die Welt mein Herz (Mario Salazar / Regie: Rafael Sanchez)
- 2014: Andrej Rubljow (nach dem Film von Andrej Tarkowski / Regie: Robert Borgmann / Rolle: Rubljow)
- 2015: Hiob (Joseph Roth / Regie: Rafael Sanchez / Rolle: Minuchim)
- 2015: Herzstück / Mauser (Heiner Müller / Regie: Andrea Imler / Rolle: A)
- 2015: Wie es Euch gefällt (William Shakespeare / Regie: Roger Vontobel / Rolle: Rosalind)
- 2016: Troilus und Cressida (William Shakespeare / Regie: Rafael Sanchez  / Rolle: Odysseus)
- 2016: Hamlet (William Shakespeare / Regie: Stefan Bachmann / Rolle: Rosencrantz)
- 2017: Peer Gynt (Henrik Ibsen / Regie: Stefan Bachmann / Rolle: Ensemble)
- 2017: Geächtet (Ayad Akhtar / Regie: Stefan Bachmann / Rolle: Isaac)
- 2017: Wir wollen Plankton sein (Julian Pörksen / Regie: Stefan Bachmann / Rolle: Micha)

### Berliner Ensemble
- 2018: Macbeth (Heiner Müller nach dem Werk von William Shakespeare / Regie: Michael Thalheimer / Rolle: Hexe, Bote, Mörder, Lennox)
- 2020: Katzelmacher (Rainer Werner Fassbinder / Regie: Michael Thalheimer / Rolle: Franz)

### Theater am Kurfürstendamm im Schillertheater
- 2019: Zuhause bin ich Darling (Laura Wade / Regie: Philippe Besson / Rolle: Johnny)

### Freie Projekte
- 2011: Die Jaffa Orangen des Richard W. (nach der Oper Das Rheingold von Richard Wagner / Regie: Alexander Charim / Rolle: Alberich/Palästinenser) am Theater Chur, im Radialsystem V in Berlin und in der Oper Rotterdam
- 2014: The Shadow – Der Schatten (nach Hans Christian Andersen, Regie: Adam Traynor und Chily Gonzales) am Kampnagel Hamburg

## Filmografie

### Fernsehen
- 1992: Achterbahn – Unter Verdacht (ZDF / Regie: Gabi Degener)
- 2008: Was ihr wollt (3sat / Regie: Andreas Morell)
- 2010: Killerjagd. Schrei, wenn du dich traust (ProSieben / Regie: Elmar Fischer)
- 2011: Danni Lowinski (Sat.1 / Regie: Richard Huber)
- 2013: In aller Freundschaft (ARD / Regie: Frank Gotthardy)
- 2014: Kommissarin Heller: Tod am Weiher (ZDF / Regie: Christiane Balthasar)
- 2014: SOKO Köln – Falsche Fuffziger (ZDF / Regie: Christoph Eichhorn)
- 2014: Der Kriminalist (ZDF / Regie: Christian Görlitz)
- 2016: Notruf Hafenkante – Verfolgt (ZDF / Regie: Marian Westholzer)
- 2016: Ein Fall für zwei – Heimatlos (ZDF / Regie: Axel Barth)
- 2016: Letzte Spur Berlin – Fenster zum Hof (ZDF / Regie: Marian Westholzer)
- 2017: Alarm für Cobra 11 – Die Autobahnpolizei – Road Trip (RTL / Regie: Sebastian Ko)
- 2018: SOKO Leipzig – Die falsche Muse (ZDF / Regie: Patrick Winczewski)
- 2019: SOKO Köln – Kuckuckskinder (ZDF / Regie: Alexander Costea)
- 2019: Tatort: Inferno
- 2020: Tatort: Wie alle anderen auch
- 2021: In aller Freundschaft – Die jungen Ärzte – Schmerzgrenzen (ARD / Regie: Susanne Boeing)
- 2021: Die Heiland – Wir sind Anwalt – Täter, Opfer, Mieter (ARD / Regie: Oliver Dommenget)
- 2022: Der Staatsanwalt – Tödliches Dickicht (ZDF / Regie: Constanze Knoche)
- 2022: SOKO Wismar – Außer Atem (ZDF / Regie: Oliver Dommenget)
- 2023: Tatort: Lenas Tante
- 2024: Ostfriesenschwur
- 2024: Crime Scene Berlin: Nightlife Killer
- 2024: SOKO Leipzig – Um ein Haar (ZDF / Regie: Sven Fehrensen)
- 2025: Bettys Diagnose – Albträume (ZDF / Regie: Daria Onyshechenko)
- 2025: SOKO Potsdam: Perfect Match (ZDF)

### Kino
- 1995: Das Versteck (dffb-Kurzfilm / Regie: Saskia Kuipers)
- 2003: Ganga Guest House (dffb-Kurzfilm / Regie: David Sieveking)
- 2004: Muxmäuschenstill (Regie: Marcus Mittermeier)
- 2005: Mein ganz gewöhnliches Leben (Regie: Dominik Bechtel)
- 2006: Knallhart (Regie: Detlev Buck)
- 2008: Teenage Angst (Regie: Thomas Stuber)
- 2011: Das Blaue vom Himmel (Regie: Hans Steinbichler)
- 2011: „DeAD“ (Regie: Sven Halfar)
- 2012: Continuity (dOCUMENTA (13)/Filmgalerie 451-Kurzfilm / Regie: Omer Fast)
- 2014: Auf das Leben (CCCC-Filmkunst / Regie: Uwe Janson)
- 2016: Der lange Sommer der Theorie (Filmgalerie 451 / Regie: Irene von Alberti)
- 2021: Spencer

### Synchronrollen

#### Film
- 2004: Steve Kovalcik (als Dave Christian) in Miracle – Das Wunder von Lake Placid
- 2016: als George in Natural Born Pranksters
- 2019: Patrick Fugit (als Will) in Robert the Bruce – König von Schottland
- 2020: Miguel J. Pimentel (als Dr. Arcannis) in Fearless - Babysitten ist Heldensache

#### Serien
- 2005: Ben Foster (als Max Warner) in Boston Public (Staffel 2, Episoden 7 und 13)
- 2014: Ben Lamb in Silk – Roben aus Seide (Staffel 2, Episode 4)
- seit 2019: Jett Thornburgh (als Dustin Cook) in Lunatics
- seit 2019: Dustin Demri-Burns (als Francis) in The Capture
- 2023: Navy CIS für Gil McKinney als Logan Donahue

## Hörspiele
- 2006: Mariannick Bellot: Weg ins Leben – Regie: Stefanie Horster (Hörspiel – DKultur)
- 2021: Judith Merchant: Atme! – Regie: Kirstin Petri (Hörspiel – SWR2)

## Auszeichnungen

### Persönliche Auszeichnungen
- 2008: Alfred-Kerr-Darstellerpreis des Berliner Theatertreffens für die Rolle des Bruno Mechelke in Die Ratten
- 2008: Nachwuchsschauspieler des Jahres, ausgewählt von der Jury der Fachzeitschrift Theater heute

### Auszeichnungen für Produktionen
- 2008: Nestroy-Theaterpreis für Die Ratten in der Kategorie Beste deutschsprachige Aufführung
- 2010: Bayerischer Filmpreis, Kategorie Produzentenpreis an Uli Aselmann für Das Blaue vom Himmel
- 2013: Deutscher Kurzfilmpreis für Continuity